# Phoma tracheiphila
Phoma tracheiphila är en lavart som först beskrevs av Petri, och fick sitt nu gällande namn av L.A. Kantsch. & Gikaschvili 1948. Phoma tracheiphila ingår i släktet Phoma, ordningen Pleosporales, klassen Dothideomycetes, divisionen sporsäcksvampar och riket svampar.   Inga underarter finns listade i Catalogue of Life.